# Waterhouseana
Waterhouseana is een geslacht van wantsen uit de familie van de Miridae (Blindwantsen). Het geslacht werd voor het eerst wetenschappelijk beschreven door José Cândido de Melo Carvalho in 1973.

## Soorten
Het genus bevat de volgende soorten:

- Waterhouseana delicata Menard & Schuh, 2011
- Waterhouseana illustris Carvalho, 1973